# Giorgio Parisi
Giorgio Parisi (n. 4 august 1948, Roma, Italia) este un fizician italian, ale cărui cercetări s-au concentrat în domeniile teoriei cuantice a câmpurilor, mecanicii statistice și sistemelor complexe. Cele mai cunoscute contribuții ale sale sunt ecuațiile de evoluție QCD pentru densitățile partonilor, obținute cu Guido Altarelli, cunoscute sub denumirea de ecuații Altarelli-Parisi sau DGLAP, soluția exactă a modelului Sherrington-Kirkpatrick al sticlei de centrifugare, ecuația Kardar-Parisi-Zhang care descrie scalarea dinamică a interfețelor în creștere și studiul stolurilor învolburate de păsări. În 2021, a câștigat Premiul Nobel pentru Fizică „pentru descoperirea interacțiunii tulburărilor și fluctuațiilor din sistemele fizice de la scările atomice la cele planetare”, alături de Syukuro Manabe și Klaus Hasselmann „pentru modelarea fizică a climei Pământului, cuantificând variabilitatea și prezicând în mod fiabil încălzirea globală”.

## Carieră
Giorgio Parisi și-a primit diploma de la Universitatea Sapienza din Roma în 1970, sub supravegherea lui Nicola Cabibbo. A fost cercetător la Laboratori Nazionali di Frascati (1971-1981) și om de știință vizitator la Universitatea Columbia (1973-1973), Institut des Hautes Études Scientifique (1976-1977) și École Normale Supérieure (1977-1978). DIn 1981 până în 1992 a fost un profesor titular de fizică teoretică la Universitatea din Roma Tor Vergata și acum este profesor de teorii cuantice la Universitatea Sapienza din Roma. El este membru al colaborării Simons „Cracking the Glass Problem”. Din 2018 până în 2021 a fost președintele la Accademia Nazionale dei Lincei.

## Cercetare
Interesele de cercetare ale lui Parisi sunt largi și acoperă fizica statistică, teoria câmpului, sisteme dinamice, fizica matematică și fizica materiei condensate, unde este cunoscut în special pentru munca sa asupra sticlei de centrifugare și a modelelor aferente mecanicii statice care provin din teoria optimizării și biologie. În special, el a adus contribuții semnificative în ceea ce privește aplicațiile sistematice ale metodei replică la sistemele dezordonate, chiar dacă metoda replică în sine a fost descoprită inițial în 1971 de Sam Edwards.
El a contribuit, de asemenea, la domeniul fizicii particulelor elementare, în special la cromodinamica cuantică și teoria coardelor. Împreună cu Guido Altarelli, el a introdus așa-numitele Dokshitzer-Gribov-Lipatov-Altarelli-Parisi. În domeniul dinamicii fluidelor el este cunoscut pentru că a introdus, împreună cu Uriel Frisch, modele multifractale pentru a descrie fenomenul de intermitență în curgerile turbulente. El este, de asemenea, cunoscut pentru educația Kardar-Parisi-Zhang care modelează agregarea stocastică. Din punctul de vedere al sistemelor complexe, el a lucrat la mișcarea colectivă a animalelor (cum ar fi roiurile și turmele). El a mai introdus, împreună cu alți fizicieni italieni, conceptul de rezonanță stocastică în studiul schimbărilor climatice.

## Lucrări selective
- Parisi, Giorgio (1988). Statistical Field Theory. Addison Wesley. ISBN 978-0201059854.
- Mézard, Marc; Giorgio Parisi; Miguel Angel Virasoro (1987). Spin glass theory and beyond. Singapore: World Scientific. ISBN 978-9971-5-0115-0.
- Parisi, Giorgio (2006). La chiave, la luce, l'ubriaco. Roma: Di Renzo Editore. ISBN 978-88-8323-149-0.
- Parisi, Giorgio; Auletta Gennaro; Fortunato Mauro (2009). Quantum Mechanics. Cambridge University Press. ISBN 978-0-521-86963-8.
- Parisi, Giorgio; Urbani Pierfrancesco; Zamponi Francesco (2020). Theory of Simple Glasses. Cambridge University Press. ISBN 9781108120494.